# Polimer
Polimêr je ogromna molekula (makromolekula), ki je sestavljena iz ponavljajočih se strukturnih enot (monomerov), povezanih s kovalentno kemijsko vezjo. Beseda izhaja iz stare grščine, starogrško πολυ: poly - veliko in starogrško μέρος: méros - del, oziroma iz latinskega polymerés - iz več delov, mnogovrsten. Dobro poznani polimeri so plastika, DNK in proteini.
Poznamo naravne in umetne polimere. Med naravne sodijo protein, škrob, celuloza, hitin, lignin in lateks. Med umetne polimere pa plastične mase. Sintetični, umetni polimeri se proizvajajo v velikih količinah za zelo različna področja. Na izdelkih, izdelanih iz njih, so posebne oznake, po katerih jih prepoznamo.
Značilne lastnosti polimerov so:
- dobra kemijska odpornost,
- majhna gostota (okoli 1 g/cm3)
- majhen modul elastičnosti,
- majhna trdnost in kemijska odpornost pri povišanih  temperaturah,
- dobra preoblikovalnost pri relativno nizkih temperaturah glede na kovine in keramiko.

Ločimo tri glavne skupine umetnih snovi:
- termoplasti (plastomeri), ki so sestavljeni iz nezamreženih makromolekul. Pri segrevanju postanejo plastični, zato jih lahko preoblikujemo. Lahko so amorfni ali delno kristalni.
- elastomeri (gume) imajo šibko zamrežene makromolekule. Lahko se izredno močno elastično deformirajo. Plastično jih ne moremo preoblikovati.
- duromeri so močno zamrežene makromolekule. So trdi in krhki.